# Mazurca

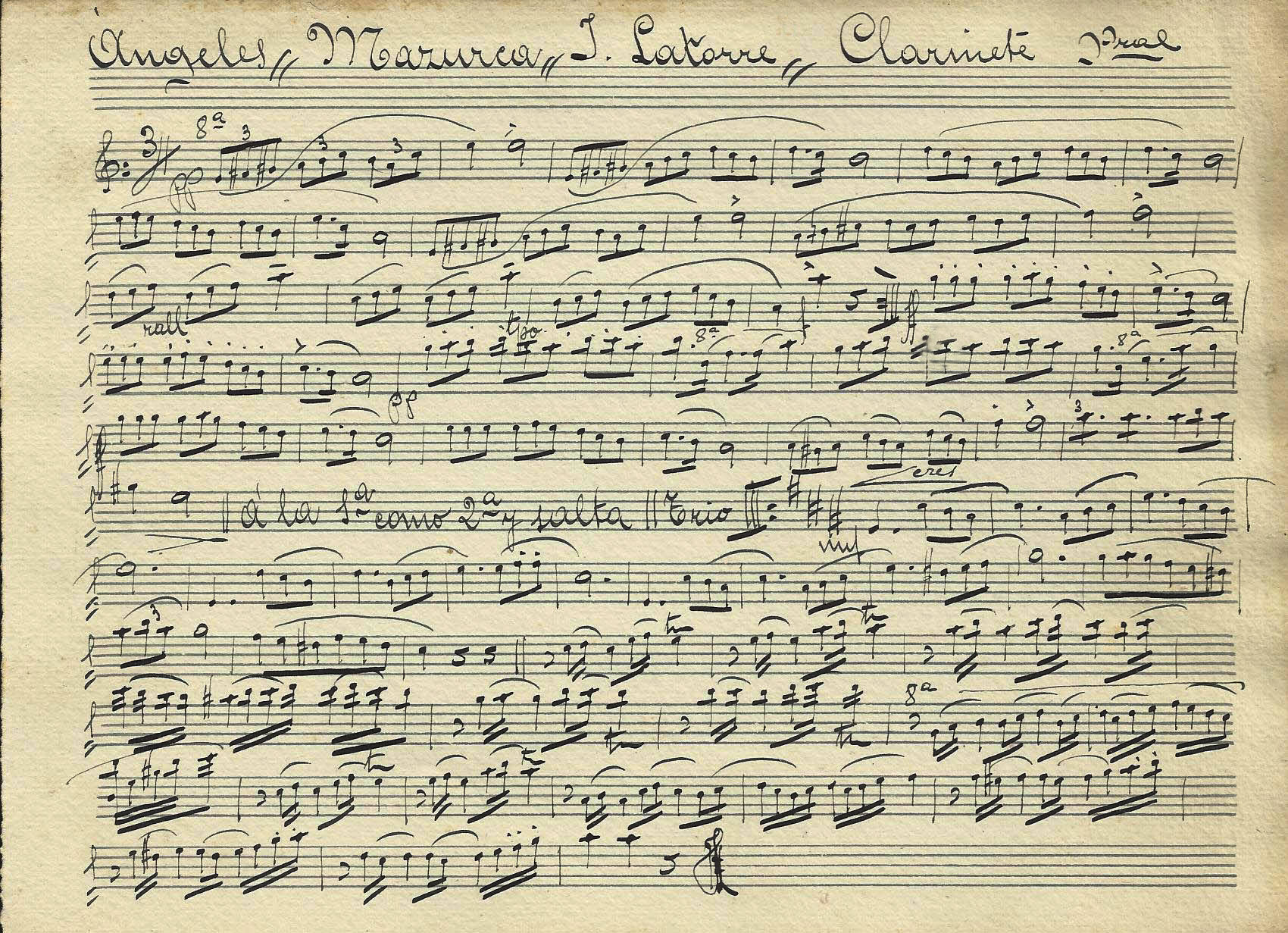
Mazurca Ángeles: partitura manuscrita para el clarinete principal, de Justiniano Latorre Rubio

Una mazurca (en polaco: Mazurek), a veces también mazurka (por influencia del inglés mazurka), es:
- La danza y la forma musical a menudo asociada con oberek o mazur, hoy presente en la tradición rural;
- Una forma estilizada de la música sobre la base de una de las 3 danzas: mazur, oberek o kujawiak. Ritmo de mazurca (en polaco, rytmy mazurkowe). Estos 3 tradicionales prototipos de mazurca son originarios de la región de Mazovia en Polonia, desde el siglo XVII.

## Origen

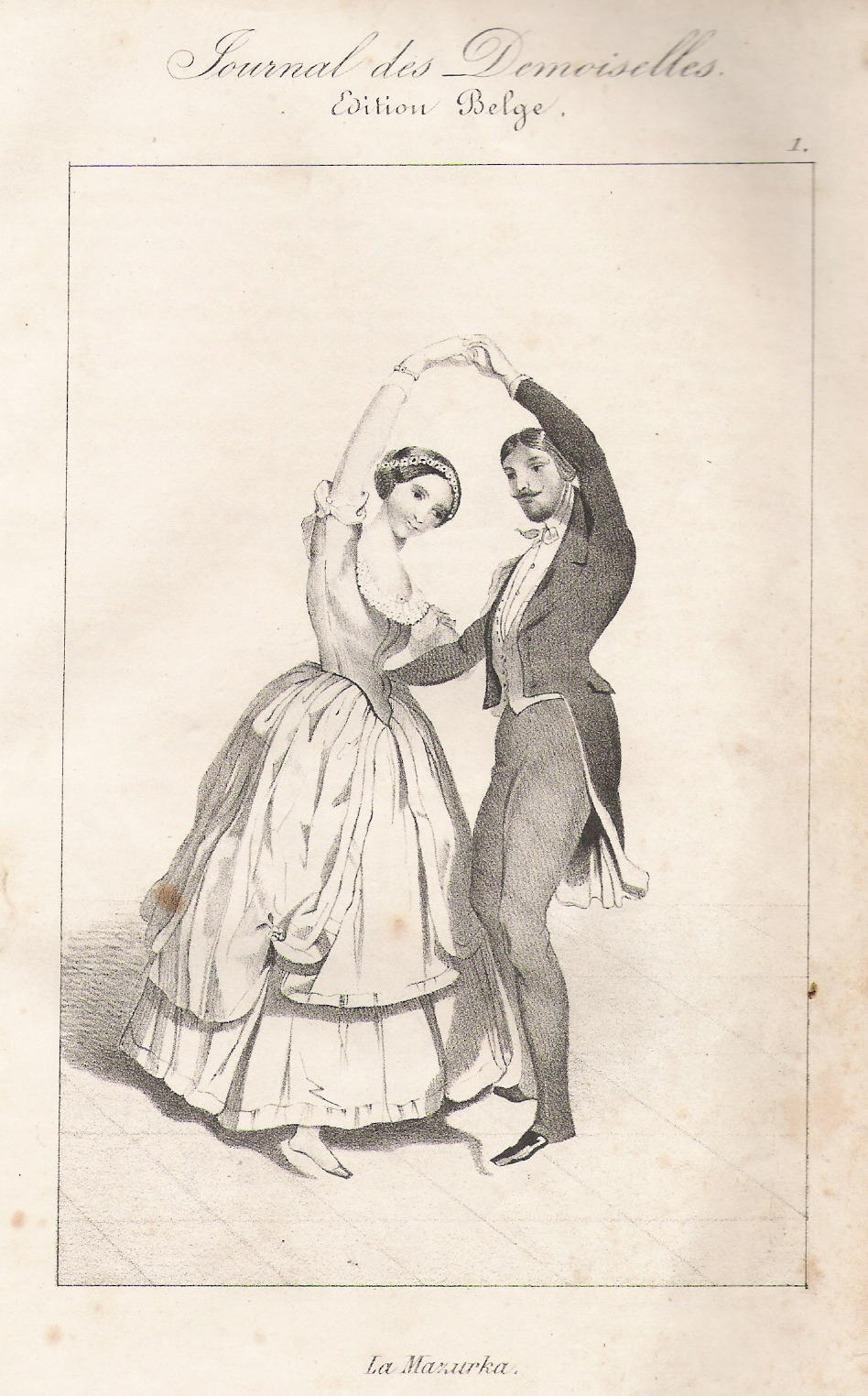
Mazurca; 1845

La 'mazurca' era originalmente un baile de salón de la corte real y la nobleza polaca, y se convirtió con el tiempo en una danza para la clase popular. En la tradición rural bailaron a menudo juntos en orden: mazur (medio rápido), kujawiak (lento) y oberek (rápido). La diferencia entre estas danzas se basa en la expresión y la velocidad.

## Ritmo
Escrito en compás ternario (3/4, 3/8), se caracteriza por sus acentos en los tiempos 2º y 3º, en contraste con el vals.
También se parece mucho al minué (de origen francés, la más famosa danza durante el siglo XVIII) en cuanto a su estructura y a su movimiento moderado.

## Baile de moda
La mazur, determinada como mazurca, se dio a conocer por toda Europa junto con la polca (de estructura similar) durante la segunda mitad del siglo XIX. Se convirtió en el baile de moda de las grandes capitales europeas durante este siglo. Se baila en parejas, y es una danza de carácter animado y gallardo. La mazurca es generalmente más rápida que la polonesa y tiene otros acentos. 

## En la música clásica
Especialmente fue Frédéric Chopin el principal precursor de esta estilizada forma musical en la música clásica y de concierto. Escribió 61 mazurcas, en las que claramente se establece su ritmo característico.

## En el mundo
Llegó a España hacia el 1845 y se incorporó a todos los repertorios de danzas bailables en 1860. 
En varios países de Hispanoamérica la mazurca es parte de la música folclórica; como, por ejemplo, en Colombia, Uruguay, Panamá, Costa Rica, México, Nicaragua, Puerto Rico y Chile.

### Nicaragua
En Nicaragua constituye uno de los géneros musicales de la música folclórica -junto a la polka, el jamaquello, el palo de mayo (May Pole) y el son nica- donde fue introducida por inmigrantes de Europa Central y España que se asentaron en la zona norte de este país centroamericano, principalmente en los departamentos de Matagalpa, Jinotega y Nueva Segovia, música recopilada principalmente por don Felipe Urrutia de Estelí y Cedrick Dallatorre Zamora (Jinotega). 
La mazurca se suele bailar en parejas, y pueden juntarse 4, 6 o 12. Ésta se divide en dos partes: en una parte A y otra parte B.

### Uruguay
En Uruguay variantes de esta música son conocidas como ranchera o mazurca rusa.
La mazurca comenzó a popularizarse en Uruguay a mediados del siglo XIX y junto con el chotis, la polka y vals, donde logró definirse como una especie autoctóna.
La ranchera como forma musical propia de la música uruguaya adquirió popularidad en la primera mitad del siglo XX y en la actualidad forma parte de la tradición de música folclórica uruguaya, con cierta vigencia dentro de los estilos minoritarios.

### México
La Mazurca llegó a México proveniente de Europa hacia finales del siglo XIX durante la época porfiriana en los territorios del Norte principalmente en Nuevo León y Chihuahua, varios ritmos musicales que fueron del gusto de la clase media, la burguesía y la afectada aristocracia. Este ritmo sin tener los giros vertiginosos del Vals, sí fueron característicos su elegancia, ampulosidad y deslizamientos; de entre las Mazurkas llegadas de Francia, “La Varsoviana” fue el ejemplo típico amén de hacerse muy popular en toda la República.http://terramestizomaniadanzasybailes.blogspot.com/2010/08/Folclore de Chihuahua 